# Ilićani
Ilićani (szerbül: Илићани), település Bosznia-Hercegovinában, Srbac községben, Bosanska krajina területén, a Szerb Köztársaságban. 

## Fekvése
Bosznia-Hercegovina északi részén, Banja Lukától légvonalban 31, közúton 41 km-re északkeletre, községközpontjától légvonalban 14, közúton 19 km-re délre, 130-230 méteres tengerszint feletti magasságban fekvő dombvidéken található. Fő vizfolyása a Prosječka-folyó, melybe számos kis patak vize ömlik.

## Népessége
| Nemzetiségi csoport | Népesség 1991 | Népesség 2013 |
| ------------------- | ------------- | ------------- |
| Szerb               | 203           | 140           |
| Bosnyák             | 0             | 0             |
| Horvát              | 1             | 0             |
| Jugoszláv           | 0             | 0             |
| Egyéb               | 3             | 0             |
| Összesen            | 207           | 140           |

## Története
A helyi hagyomány szerint Martinac, Ilicani, Kriškovci és Šeškovci falvakat négy testvérről nevezték el: Martinról (aki apjától a hegyektől az Orbászig terjedő területet – a mai Martinac - kapta), Ilijáról (a Prosječka folyóig terjedő dombos területtel – a mai Ilićani), Kriškáról (a birtok déli része – Kriškovci) és Šiškáról (a régi házak környéke – Šeškovci). A település 1878-ig tartozott az Oszmán Birodalomhoz, ekkor a berlini kongresszus határozata alapján az Osztrák-Magyar Monarchia része lett. 1879-ben az első osztrák-magyar népszámlálás során a Prnjavori járáshoz tartozó településnek 15 háztartása és 133 ortodox lakosa volt. Az osztrák-magyar uralom idején főként Galíciából nagyszámú lengyel és ukrán lakosság települt át Boszniába, köztük Ilićanira is. 1910-ben a Prnjavori járáshoz tartozó településen 28 háztartást, 178 ortodox, 29 római katolikus és 4 görög katolikus lakost találtak. A monarchia szétesésével 1918-ban előbb a Szerb-Horvát-Szlovén Királyság, majd 1929-től a Jugoszláv Királyság része. 1921-ben a községnek 39 háztartása és 207 lakosa volt. Az 1929-es törvény értelmében, amikor Bosznia-Hercegovinát négy banovinára, Drinskára, Vrbaskára, Zetskára és Primorskára osztották, a település a Vrbaska banovina része lett, amelynek székhelye Banja Luka volt Jugoszlávia megszállása után a Független Horvát Állam (NDH) része lett. A második világháború után a település a szocialista Jugoszláviához tartozott. A daytoni békeszerződést követő területfelosztásnál a település Srbac község részeként a Szerb Köztársaság területéhez került.